# Arménie aux Jeux olympiques d'été de 2012
L'Arménie participe aux Jeux olympiques d'été de 2012 à Londres au Royaume-Uni du 27 juillet au 12 août 2012. Il s'agit de sa 5e participation à des Jeux olympiques d'été.

## Médaillés
| Sport                   | Discipline    | Athlète(s)        | Performance | Date        |
| Médailles d'argent : 1  |               |                   |             |             |
| Lutte gréco-romaine     | -74 kg hommes | Arsen Julfalakyan |             | 5 août 2012 |
| Médailles de bronze : 1 |               |                   |             |             |
| Lutte gréco-romaine     | -96 kg hommes | Artur Aleksanyan  |             | 7 août 2012 |

## Athlétisme
Hommes
| Discipline        | Athlètes           | Qualifications | Finale       | Rang |
| ----------------- | ------------------ | -------------- | ------------ | ---- |
| Saut en longueur  | Vardan Pahlevanyan | 6,55 m         | non qualifié | 40e  |
| Saut en longueur  | Arsen Sargsyan     | 7,62 m         | non qualifié | 25e  |
| Lancer du javelot | Melik Janoyan      | 72,64 m        | non qualifié | 39e  |

Femmes
| Discipline        | Athlètes             | Qualifications | Finale        | Rang |
| ----------------- | -------------------- | -------------- | ------------- | ---- |
| Lancer du javelot | Kristine Harutyunyan | 47,65 m        | non qualifiée | 38e  |

## Boxe
Hommes
| Athlète           | Catégorie       | 1/16 de finale             | 1/8 de finale       | Quarts de finale    | Demi-finales        | Finale              | Finale |
| Athlète           | Catégorie       | Adversaire Résultat        | Adversaire Résultat | Adversaire Résultat | Adversaire Résultat | Adversaire Résultat | Rang   |
| ----------------- | --------------- | -------------------------- | ------------------- | ------------------- | ------------------- | ------------------- | ------ |
| Andranik Hakobyan | Moyens (-75 kg) | T. Gausha (USA) Défaite KO | NC                  | NC                  | NC                  | NC                  | NC     |

## Gymnastique

### Artistique
Hommes
| Athlète       | Compétition | Appareils | Appareils | Appareils | Appareils | Appareils | Appareils | Qualification | Qualification | Appareils | Appareils | Appareils | Appareils | Appareils | Appareils | Finale | Finale |
| Athlète       | Compétition | S         | CA        | A         | SC        | BP        | BF        | Total         | Rang          | S         | CA        | A         | SC        | BP        | BF        | Total  | Rang   |
| ------------- | ----------- | --------- | --------- | --------- | --------- | --------- | --------- | ------------- | ------------- | --------- | --------- | --------- | --------- | --------- | --------- | ------ | ------ |
| Artur Davtyan | Individuel  | 13,800    | 13,900    | 13,400    | 14,833    | 14,233    | 13,366    | 82,865        | 36            | NC        | NC        | NC        | NC        | NC        | NC        | NC     | NC     |

## Haltérophilie
Hommes
| Athlète            | Compétition | Arraché  | Épaulé-Jeté | Total        |
| Athlète            | Compétition | Résultat | Résultat    | Résultat     |
| ------------------ | ----------- | -------- | ----------- | ------------ |
| Arakel Mirzoyan    | -69 kg      | 148 kg   | 177 kg      | non qualifié |
| Tigran Martirosyan | -77 kg      | Retrait  | Retrait     | Retrait      |
| Ara Khachatryan    | -85 kg      | 165 kg   | -           | non qualifié |
| Norayr Vardanyan   | -94 kg      | 170 kg   | 210 kg      | 380 kg 11e   |

Femmes
| Athlète              | Compétition | Arraché  | Épaulé-Jeté | Total         |
| Athlète              | Compétition | Résultat | Résultat    | Résultat      |
| -------------------- | ----------- | -------- | ----------- | ------------- |
| Meline Daluzyan      | -69 kg      | 111 kg   | 140 kg      | non qualifiée |
| Hripsime Khurshudyan | +75 kg      | 128 kg   | 166 kg      | 294 kg 3e     |

## Judo
| Athlète           | Compétition           | 1/32 de finale                        | 1/16 de finale                        | 1/8 de finale                        | Quarts de finale                 | Demi-finales        | Repêchage 1                       | Repêchage 2         | Finale              | Finale |
| Athlète           | Compétition           | Adversaire Résultat                   | Adversaire Résultat                   | Adversaire Résultat                  | Adversaire Résultat              | Adversaire Résultat | Adversaire Résultat               | Adversaire Résultat | Adversaire Résultat | Rang   |
| ----------------- | --------------------- | ------------------------------------- | ------------------------------------- | ------------------------------------ | -------------------------------- | ------------------- | --------------------------------- | ------------------- | ------------------- | ------ |
| Hovhannes Davtyan | Moins de 60 kg hommes | T. Englmaier (GER) Victoire 1011–0002 | I. Mushkiyev (AZE) Victoire 0101–0000 | Y. Kossayev (KAZ) Victoire 0100–0000 | E. Verde (ITA) Défaite 0000–0001 | NC                  | S. Milous (FRA) Défaite 0002–0010 | NC                  | NC                  | 7e     |
| Armen Nazaryan    | Moins de 66 kg hommes | exempt                                | R. Ovinou (PNG) Victoire 0100–0000    | P. Zagrodnik (POL) Défaite 0102–0111 | NC                               | NC                  | NC                                | NC                  | NC                  | 9e     |

## Lutte
Hommes
| Épreuves            | Athlètes               | Qualifications                    | 1/8 de finale                     | Quarts de finale               | Demi-finales                  | Repêchage 1                 | Repêchage 2                 | Finale                        | Finale |
| Épreuves            | Athlètes               | Adversaire Résultat               | Adversaire Résultat               | Adversaire Résultat            | Adversaire Résultat           | Adversaire Résultat         | Adversaire Résultat         | Adversaire Résultat           | Rang   |
| ------------------- | ---------------------- | --------------------------------- | --------------------------------- | ------------------------------ | ----------------------------- | --------------------------- | --------------------------- | ----------------------------- | ------ |
| Lutte gréco-romaine |                        |                                   |                                   |                                |                               |                             |                             |                               |        |
| -66 kg              | Hovhannes Varderesyan  | H. Kim (KOR) Défaite 0-3          | NC                                | NC                             | NC                            | P. Mulens (CUB) Défaite 0-3 | NC                          | NC                            | 19e    |
| -74 kg              | Arsen Julfalakyan      | exempt                            | D. Kobonov (KGZ) Victoire 2-0     | A. Kikiniou (BLR) Victoire 3-0 | E. Ahmadov (AZE) Victoire 5-0 | NC                          | NC                          | R. Vlasov (RUS) Défaite 0-2   | 2e     |
| -96 kg              | Artur Aleksanyan       | exempt                            | D. Timoncini (ITA) Victoire 3-0   | G. Rezaei (IRI) Défaite 0-3    | NC                            | exempt                      | C. İldem (TUR) Victoire 3-0 | Y. Estrada (CUB) Victoire 3-0 | 3e     |
| -120 kg             | Yury Patrikeyev        | K. Baroyev (RUS) Victoire 3-1     | B. Babajanzadeh (IRI) Défaite 1-3 | NC                             | NC                            | NC                          | NC                          | NC                            | 8e     |
| Lutte libre         |                        |                                   |                                   |                                |                               |                             |                             |                               |        |
| -55 kg              | Mihran Jaburyan        | exempt                            | B. Escobar (HON) Victoire 3-1     | S. Yumoto (JPN) Défaite 1-3    | NC                            | NC                          | NC                          | NC                            | 7e     |
| -66 kg              | David Safaryan         | exempt                            | A. Ahmed (EGY) Victoire 5-0       | A. Tanatarov (KAZ) Défaite 1-3 | NC                            | NC                          | NC                          | NC                            | 8e     |
| -84 kg              | Hajimurad Nurmagomedov | Y. Abdusalomov (TJK) Victoire 3-1 | E. Lashgari (IRI) Défaite 0-4     | NC                             | NC                            | NC                          | NC                          | NC                            | 11e    |

## Natation

### Natation sportive
Hommes
| Athlète        | Épreuve          | Série   | Série | Demi-finales | Demi-finales | Finale | Finale |
| Athlète        | Épreuve          | Temps   | Rang  | Temps        | Rang         | Temps  | Rang   |
| -------------- | ---------------- | ------- | ----- | ------------ | ------------ | ------ | ------ |
| Mikael Koloyan | 100 m nage libre | 53 s 82 | 45    | NC           | NC           | NC     | NC     |

Femmes
| Athlète           | Épreuve   | Série         | Série | Demi-finales | Demi-finales | Finale | Finale |
| Athlète           | Épreuve   | Temps         | Rang  | Temps        | Rang         | Temps  | Rang   |
| ----------------- | --------- | ------------- | ----- | ------------ | ------------ | ------ | ------ |
| Anahit Barseghyan | 100 m dos | 1 min 08 s 19 | 44    | NC           | NC           | NC     | NC     |

## Taekwondo
Hommes
| Athlète        | Épreuve | Éliminatoires                 | Quarts de finale             | Demi-finales                    | Repêchage 1         | Repêchage 2                   | Finale              | Finale |
| Athlète        | Épreuve | Adversaire Résultat           | Adversaire Résultat          | Adversaire Résultat             | Adversaire Résultat | Adversaire Résultat           | Adversaire Résultat | Rang   |
| -------------- | ------- | ----------------------------- | ---------------------------- | ------------------------------- | ------------------- | ----------------------------- | ------------------- | ------ |
| Arman Yeremyan | -80 kg  | S. Michaud (CAN) Victoire 8-4 | T. Mollet (NED) Victoire 6-4 | S. Crismanich (ARG) Défaite 1-2 | exempt              | L. Muhammad (GBR) Défaite 3-9 | NC                  | 5e     |

## Tir
| Athlète           | Compétition                         | Qualification | Qualification | Finale | Finale |
| Athlète           | Compétition                         | Points        | Rang          | Points | Rang   |
| ----------------- | ----------------------------------- | ------------- | ------------- | ------ | ------ |
| Norayr Bakhtamyan | Pistolet à 10 m air comprimé hommes | 579           | 16e           | NC     | NC     |
| Norayr Bakhtamyan | Pistolet à 50 m air comprimé hommes | 557           | 18e           | NC     | NC     |